# Angelo De Donatis
Angelo De Donatis (Casarano, 4 gennaio 1954) è un cardinale e arcivescovo cattolico italiano, dal 6 aprile 2024 penitenziere maggiore.

## Biografia
Nato il 4 gennaio 1954 a Casarano, in provincia di Lecce, da Lucio e Giuseppina Lucia Fattizzo (1929-2025), e aveva una sorella, Maria Giovanna (1950-2024); ha ricevuto il sacramento del battesimo il 24 gennaio 1954 nella parrocchia San Domenico di Casarano (diocesi di Nardò-Gallipoli) da don Raffaele Martina, una figura che ha ricoperto un ruolo importante nella sua crescita spirituale.

### Formazione e ministero sacerdotale

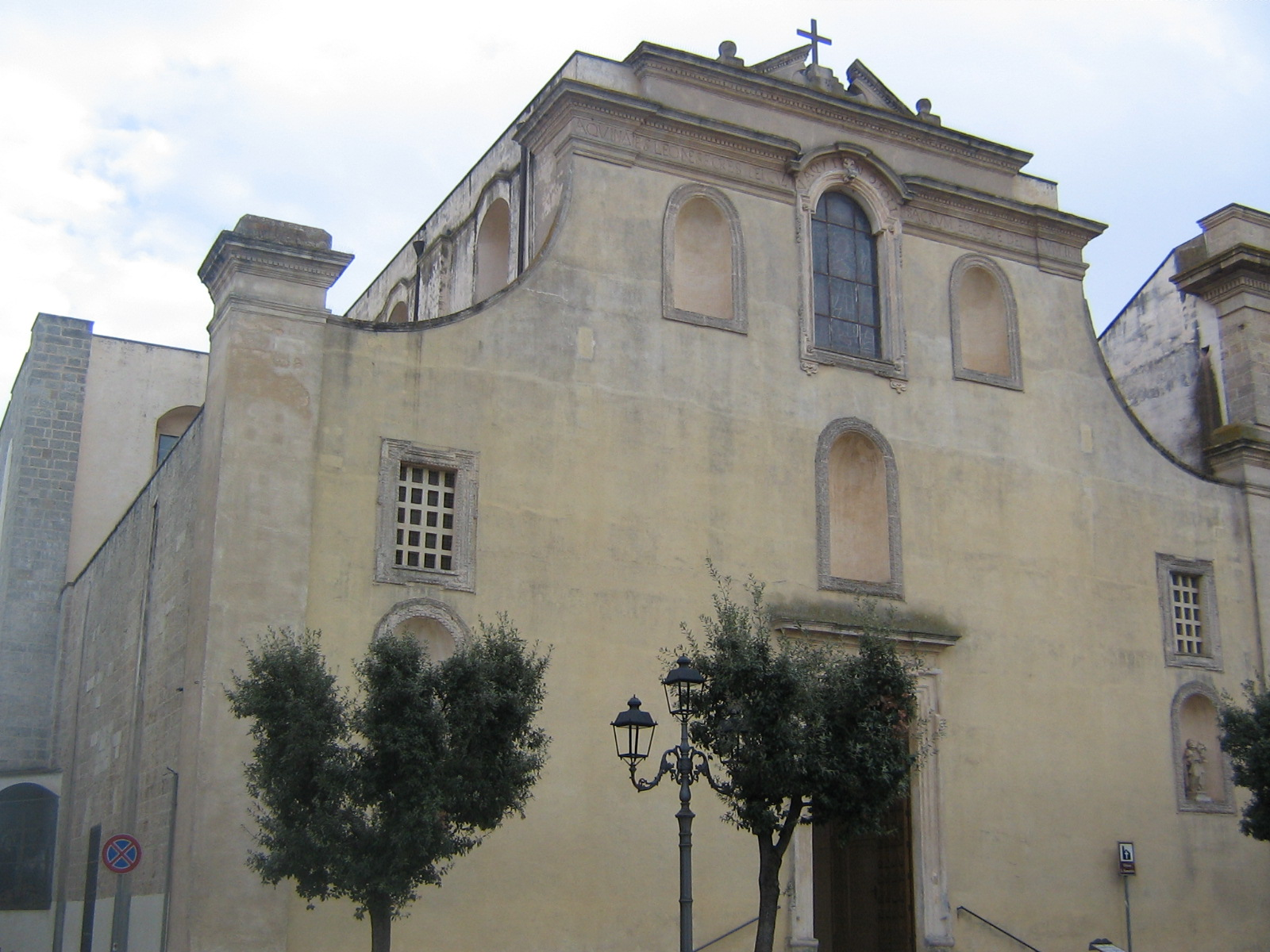
Chiesa di San Domenico di Casarano, dove De Donatis viene ordinato sacerdote

Ha svolto la formazione spirituale nel seminario di Taranto e nel Pontificio seminario romano maggiore. Sempre a Roma ha compiuto gli studi filosofici alla Pontificia Università Lateranense e quelli teologici presso la Pontificia Università Gregoriana, dove ha conseguito la licenza in teologia morale.
Il 12 aprile 1980 ha ricevuto l'ordinazione sacerdotale nella parrocchia d'origine (San Domenico di Casarano) dalle mani del vescovo Antonio Rosario Mennonna, vescovo di Nardò, diocesi in cui è stato incardinato. Dopo l'ordinazione è divenuto insegnante di religione e collaboratore nella parrocchia di San Saturnino a Roma, dove successivamente è divenuto vicario, fino al 1988.
Il 28 novembre 1983 è avvenuta l'incardinazione nella diocesi di Roma, dove dal 1988 al 1990 ha prestato la sua opera come addetto alla segreteria generale del Vicariato e vicario parrocchiale della chiesa dell'Annunziatella a Grottaperfetta, archivista della segreteria del Collegio cardinalizio dal 1989 al 1991, direttore dell'ufficio clero del vicariato di Roma dal 1990 al 1996, direttore spirituale al Pontificio Seminario Romano Maggiore dal 1990 al 2003, anno in cui è stato nominato parroco della basilica di San Marco Evangelista al Campidoglio e assistente per la diocesi di Roma dell'Associazione Nazionale Familiari del clero.
È stato membro del Consiglio presbiterale diocesano e del collegio dei consultori.
Nel 1989 è stato nominato cavaliere dell'Ordine Equestre del Santo Sepolcro di Gerusalemme.
Il 10 aprile 1990 papa Giovanni Paolo II lo ha nominato cappellano di Sua Santità. Successivamente è stato nominato assistente spirituale dell'associazione don Andrea Santoro, di cui ogni anno ha ricordato la memoria nel giorno della sua uccisione, con delle celebrazioni a lui dedicate.
Mantiene sempre vivo il rapporto con la comunità di origine, Casarano, tenendo annualmente durante il periodo estivo degli esercizi spirituali presso la Cripta del Crocifisso.
Nel 2014 è stato scelto come predicatore degli esercizi spirituali alla Curia romana in occasione della quaresima, ai quali prende parte anche papa Francesco, tenuti presso la casa del Divin Maestro ad Ariccia, affrontando il tema della "Purificazione del cuore", dove afferma: "È necessario purificare il nostro animo dalle false immagini di Dio per poter iniziare un vero cammino di vita autentica".

### Ministero episcopale e cardinalato

Stemma da vescovo

#### Vescovo ausiliare della diocesi di Roma
Il 14 settembre 2015 papa Francesco lo ha nominato vescovo titolare di Mottola e ausiliare di Roma, incaricato per la formazione permanente del clero, una novità assoluta.
Il 9 novembre 2015 ha ricevuto, nella basilica di San Giovanni in Laterano, nel giorno della festa della dedicazione della basilica, la consacrazione episcopale dalle mani di papa Francesco, co-consacranti il cardinale vicario Agostino Vallini e il cardinale Beniamino Stella, prefetto della Congregazione per il clero. Tra i concelebranti vi è stata la presenza dei cinque vescovi ausiliari di Roma. I presbiteri assistenti sono stati monsignor Luciano Pascucci, direttore dell'ufficio clero del vicariato e don Antonio Schito, parroco della comunità di origine del vescovo (San Domenico di Casarano). Il 29 aprile 2016, il vicario generale per la diocesi di Roma, il cardinale Agostino Vallini, lo ha nominato rettore della chiesa di San Sebastiano al Palatino di Roma.
Il 6 giugno 2016 ha presieduto la riflessione nel corso del Giubileo dei sacerdoti della diocesi di Roma ed è intervenuto anche in quello organizzato dalla diocesi di Trapani, mentre il 4 novembre gli è stata affidata la Confessio vitae, durante il Giubileo sacerdotale dell'arcidiocesi di Milano.
Nel settembre 2016 è stato pubblicato il primo libro del vescovo dal titolo Nulla è più dolce dell'amore, contenente venti riflessioni sulle diverse forme della misericordia, interpretata attraverso la Bibbia, precedentemente pubblicate su RomaSette, inserto del quotidiano Avvenire dedicato alla diocesi di Roma.

#### Vicario generale di Sua Santità per la diocesi di Roma

Stemma da arcivescovo

Il 26 maggio 2017 è ancora papa Francesco a nominarlo vicario generale per la diocesi di Roma, elevandolo in pari tempo alla dignità arcivescovile; è succeduto al cardinale Agostino Vallini, dimessosi per raggiunti limiti di età.
Tale nomina arriva dopo un tempo di consultazione voluto dal papa, il quale, durante la quaresima, aveva richiesto ai membri della diocesi romana di indicare il successore di Vallini; anche se non vi è una conferma ufficiale, sembra che il nome di De Donatis sia stato quello maggiormente indicato, descritto come una figura pastorale, a stretto contatto con il clero e con il popolo romano, piena di quella misericordia che proprio il Papa gli aveva chiesto di avere in occasione della consacrazione vescovile ricevuta neanche due anni prima.

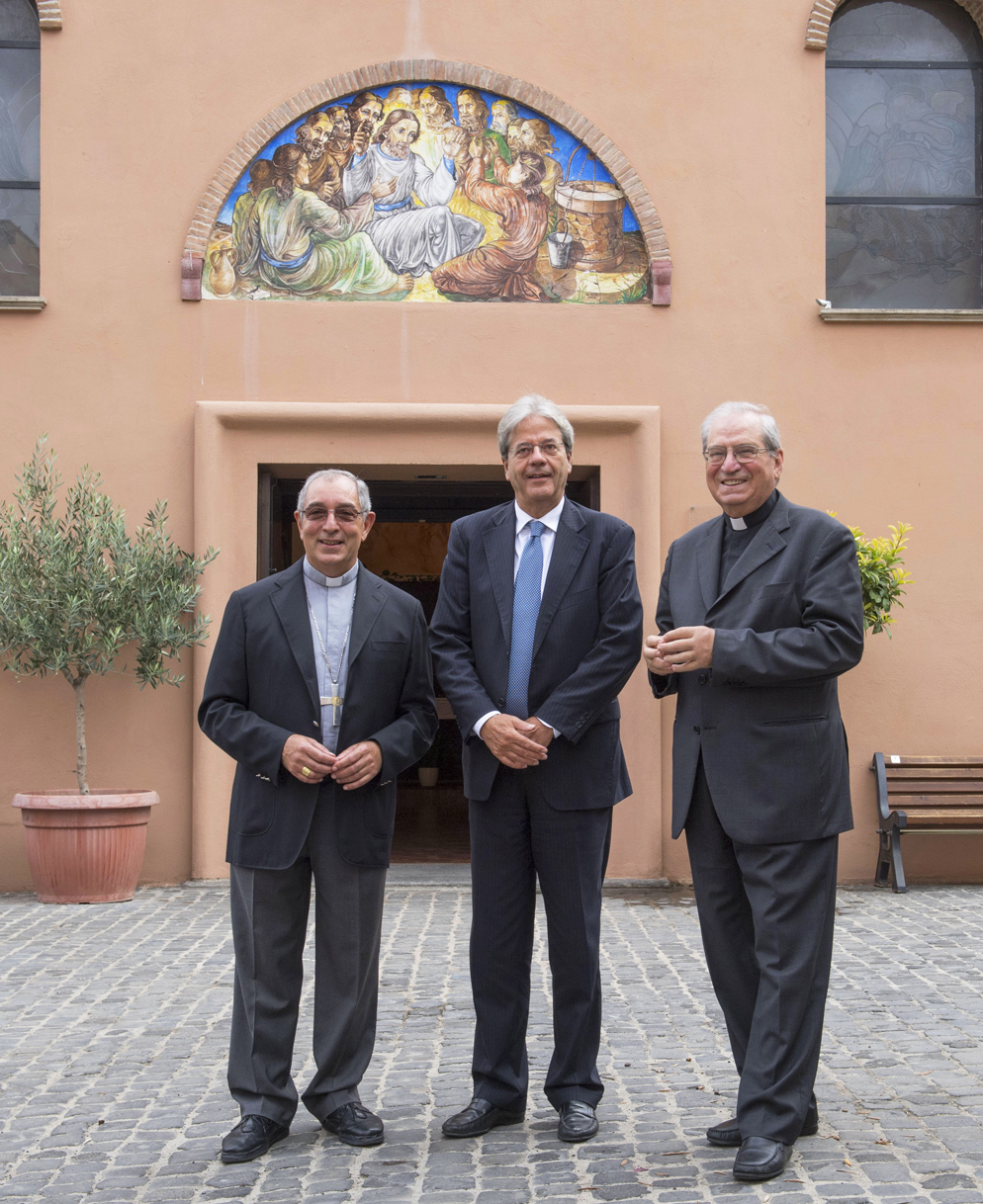
De Donatis insieme all'allora primo ministro Paolo Gentiloni e a mons. Enrico Feroci.

Era da oltre 500 anni che un papa non nominava vicario di Roma un non cardinale: quando nel 1991 papa Giovanni Paolo II scelse l'allora arcivescovo Camillo Ruini per il medesimo ruolo, non lo nominò vicario, bensì pro-vicario, in attesa di divenirne vicario subito dopo la creazione a cardinale.
Ha iniziato ufficialmente il suo ministero il 29 giugno successivo, solennità dei santi Pietro e Paolo, patroni di Roma, presiedendo in San Giovanni in Laterano la sua prima messa capitolare da arciprete della basilica, durante la quale ha letto una preghiera di affidamento per la diocesi di Roma, composta personalmente. Lo stesso giorno è stato nominato amministratore apostolico di Ostia succedendo anche in questo incarico al cardinale Agostino Vallini.

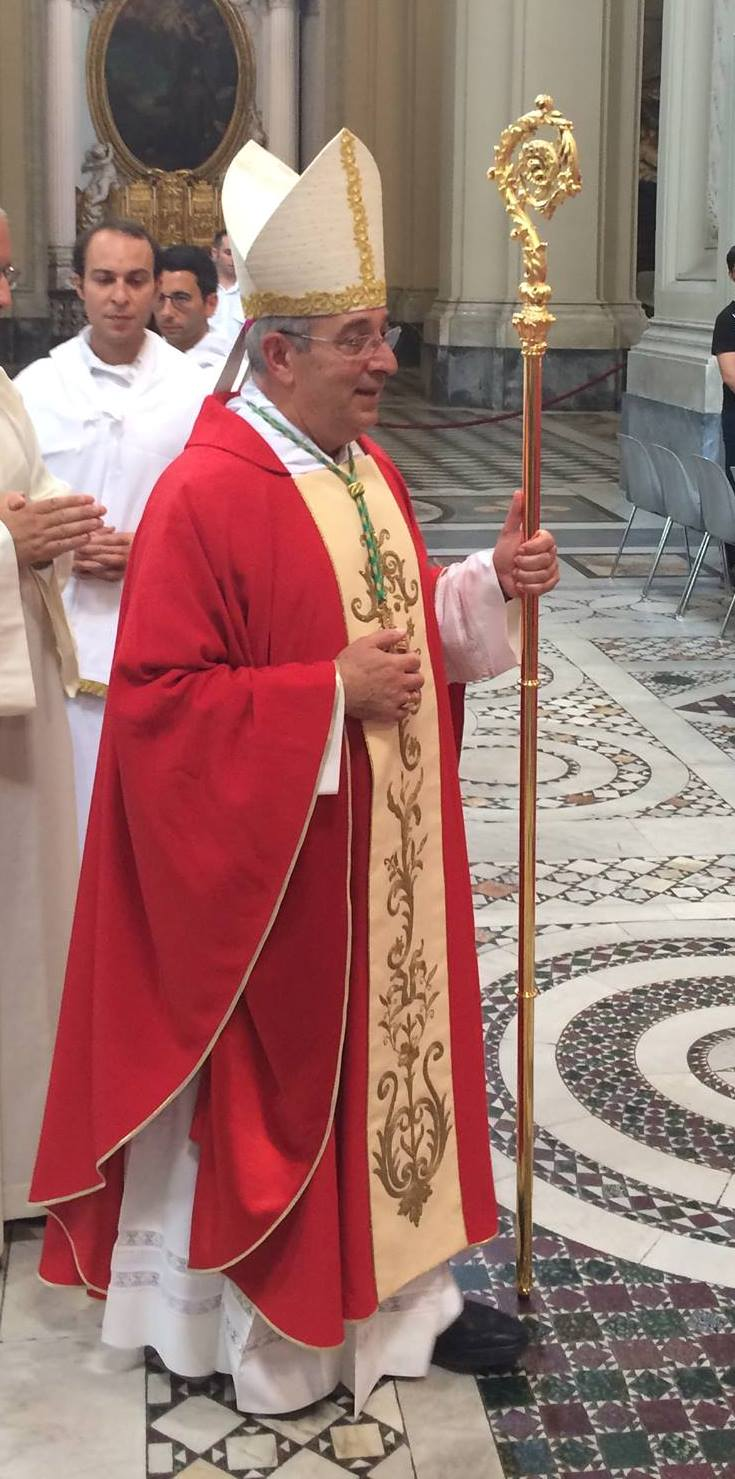
Il cardinale durante una celebrazione

Sempre dal 2017 è presidente dell'Opera Romana Pellegrinaggi, della Pontificia opera per la preservazione della fede e la provvista di nuove chiese in Roma e dell'Ospizio ecclesiastico dei "cento preti".
In qualità di presidente dell'Opera Romana Pellegrinaggi ha presieduto il primo viaggio da vicario di Roma recandosi a Lourdes dal 26 al 31 agosto 2017, dove ha celebrato la Messa internazionale sia nella basilica di San Pio X che presso la grotta dell'Apparizione e guida una fiaccolata.
Il 1º settembre 2017, presso la Cittadella della Carità a Roma, ha incontrato il premier Paolo Gentiloni, che gli ha assicurato una maggiore attenzione a prendere misure atte a ridurre la povertà.
Il 12 ottobre, presso il Palazzo del Quirinale, ha incontrato il presidente della Repubblica italiana Sergio Mattarella, il quale gli ha consegnato la medaglia d'oro al merito civile alla memoria di don Gioacchino Rey.
Il 16 ottobre 2017, durante una visita a Casarano, suo paese natale, gli è stata conferita la cittadinanza onoraria e la consegna delle chiavi della città, con la seguente motivazione: "Pur essendo residente e incardinato nella Diocesi di Roma ha sempre amato e coltivato le sue radici con spirito di dedizione e disponibilità verso la nostra città, rivelandosi guida sicura, sincera e amorevole per i giovani e punto di riferimento per i più bisognosi. Orgoglio, altresì, di questa comunità per il prestigioso ruolo che Egli riveste".
Il 3 aprile 2018, durante il pellegrinaggio dei sacerdoti romani in Turchia, ha incontrato il patriarca ecumenico Bartolomeo, al quale ha rivolto il saluto personale di Papa Francesco. In tale occasione, il patriarca ha espresso la volontà di mettere in atto un progetto che veda sempre di più l'unione tra le due Chiese, ad iniziare dall'auspicio di unificare la data della Pasqua.
Il 26 giugno 2018 ha conferito al presidente della Repubblica francese Emmanuel Macron il titolo di protocanonico d'onore del capitolo lateranense nel corso della cerimonia svoltasi nella basilica di San Giovanni in Laterano.

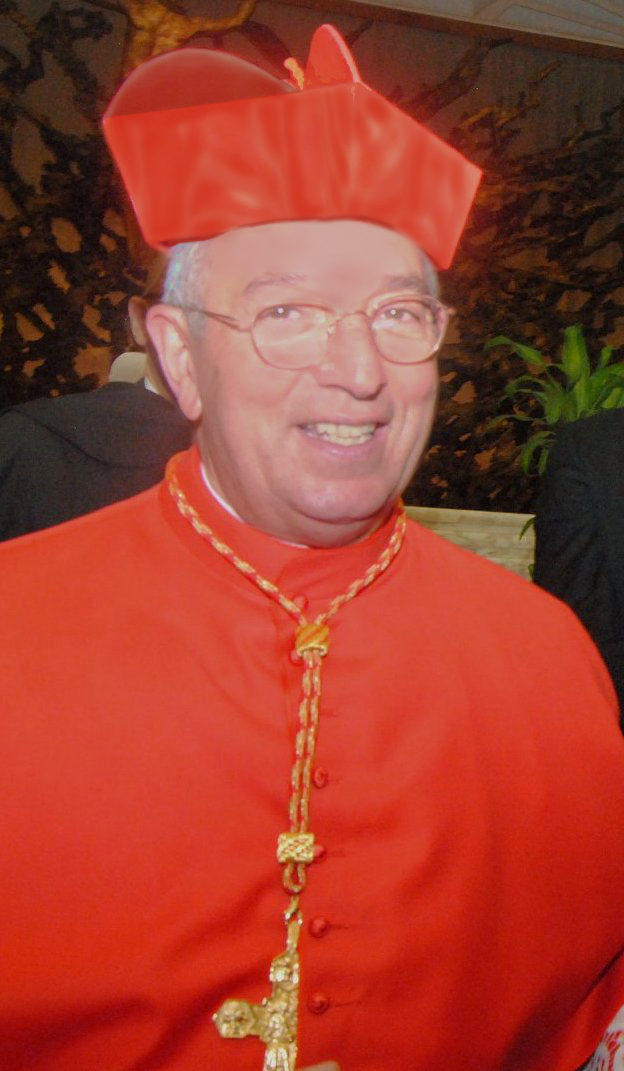
Il cardinale De Donatis durante la visita di calore dopo il concistoro, il 28 giugno 2018

Stemma da cardinale

Il 20 maggio 2018, al termine del Regina Cœli, papa Francesco ha annunciato la sua creazione a cardinale nel concistoro del 28 giugno. Nell'apprendere la notizia, giunta a sorpresa al ritorno da una visita pastorale in una parrocchia romana, ha dichiarato che diventare cardinale rappresenti "una chiamata a vivere in modo ancora più forte il martirio della carità nel quotidiano". In occasione dell'annuncio della nomina il presidente della Repubblica Italiana Sergio Mattarella gli ha inviato un messaggio di auguri "a nome del popolo italiano e mio personale".
Il 28 giugno 2018, durante il concistoro ordinario pubblico, è stato creato cardinale da papa Francesco, con il titolo presbiterale di San Marco, parrocchia di cui era stato parroco fino a tre anni prima. Ha preso ufficialmente possesso del titolo presbiterale il 7 ottobre 2018.
Nel gennaio 2019 papa Francesco lo ha nominato presidente dell'Almo collegio Capranica, succedendo al cardinale Paolo Romeo.
L'11 luglio 2019 papa Francesco lo ha nominato amministratore apostolico sede vacante dell'appena creato esarcato apostolico d'Italia, mantenendo l'incarico fino al 1º dicembre 2020, giorno in cui l'esarca apostolico Dionisij Ljachovič ha preso possesso dell'esarcato..
Il 1º agosto 2019 ha aperto la 30ª edizione del festival del giovani di Međugorje. La sua presenza a Međugorje è stata vista come un ulteriore passo verso il riconoscimento ufficiale del culto delle apparizioni mariane.
L'8 marzo 2020 ha emanato un decreto nel quale disponeva la sospensione delle messe, lasciando le chiese aperte per il culto personale, mentre dopo quattro giorni, il 12 marzo un altro decreto disciplinava la chiusura delle chiese della diocesi fino al successivo 3 aprile come misura per contrastare il diffondersi della COVID-19. La misura rientrava all'interno delle disposizioni prese dal Consiglio dei Ministri e dalla CEI. La mattina seguente papa Francesco durante l'omelia della messa mattutina criticava quanto decretato, invitando i fedeli a pregare per i pastori «che devono accompagnare il popolo di Dio in questa crisi», sostenendo inoltre che «le misure drastiche non sempre sono buone» e ha invocato lo Spirito Santo affinché dia la capacità ai pastori di prendere «misure che non lascino da solo il santo popolo fedele di Dio». Tali affermazioni portano il cardinale De Donatis a dover rettificare il decreto emanato il giorno prima, ripristinando la riapertura delle chiese della diocesi, affermando che la decisione del giorno precedente non era stata presa autonomamente, bensì condivisa con il Santo Padre.
Il 25 febbraio 2021 nella basilica di Santa Maria degli Angeli e dei Martiri a Roma, ha officiato i funerali di Stato dell'ambasciatore nella Repubblica Democratica del Congo Luca Attanasio e del carabiniere della scorta, Vittorio Iacovacci, rimasti vittime dell'attentato subito presso il villaggio di Kibumba, vicino alla città di Goma il 22 febbraio precedente, alla presenza delle massime cariche istituzionali.
In qualità di cardinale vicario della diocesi di Roma, ha aperto le cause di beatificazione di don Mario Picchi, Chiara Corbella Petrillo, di padre Pedro Arrupe, di madre Maria Bernardetta dell'Immacolata e del cardinale Krikor Bedros XV Aghagianian. Il 15 maggio 2021 presso la basilica di San Giovanni in Laterano in rappresentanza del pontefice ha proclamato beato padre Francesco Maria della Croce.
Il 24 luglio 2022 ha presieduto la celebrazione della seconda Giornata mondiale dei nonni e degli anziani su mandato di papa Francesco partito per il suo 37º viaggio apostolico internazionale alla volta del Canada.
Il 30 dicembre 2022 ha presieduto una celebrazione di preghiera per il papa emerito Benedetto XVI, gravemente malato, affermando durante l'omelia: "Noi siamo qui per accompagnarlo con la nostra preghiera fiduciosa, per sostenerlo con tutto il nostro affetto, per esprimere a Dio la gratitudine di questa diocesi che lui ha amato tanto e servito con disinteressato amore". Successivamente ha partecipato ai funerali del pontefice emerito e in qualità di vicario della diocesi di Roma ha assistito al rito della sua tumulazione. Il 12 gennaio successivo ha presieduto una celebrazione in suffragio di papa Ratzinger a nome della diocesi romana, soffermandosi sull'aspetto teologico del pontefice e sulla scelta delle dimissioni, definite un gesto "imprevedibile sorprendente che è stato segno del suo amore per la Chiesa".

#### Penitenziere maggiore
Il 6 aprile 2024 papa Francesco lo ha nominato penitenziere maggiore; è succeduto al cardinale Mauro Piacenza, ritiratosi per raggiunti limiti di età. Si è congedato dal precedente incarico il 20 aprile 2024 con una solenne celebrazione eucaristica nella basilica di San Pietro in Vaticano, durante la quale ha ordinato undici nuovi presbiteri per la diocesi di Roma.
Il 13 maggio successivo, in qualità di penitenziere maggiore, ha firmato e reso noto il decreto riguardante le norme sulla concessione dell’indulgenza durante il Giubileo ordinario dell’anno 2025.
Il 7 e 8 maggio 2025 ha partecipato come cardinale elettore al conclave che ha portato all'elezione di papa Leone XIV.
È membro della Congregazione per il clero, dal 6 ottobre 2018, e della Congregazione per gli istituti di vita consacrata e le società di vita apostolica, dall'8 luglio 2019.

## Stemma e motto

Stemma da cardinale

### Blasonatura
Interzato in pergola rovesciata: nel 1º di rosso al leone, alato e nimbato, con la testa posta di fronte, accovacciato, tenente con le zampe anteriori avanti al petto il libro d'oro, scritto delle parole in lettere maiuscole romane di nero, PAX TIBI MARCE nella prima facciata, in quattro righe, ed EVANGELISTA MEUS nella seconda facciata, similmente in quattro righe; nel 2º d'azzurro, alla basilica d'argento; nel 3º d'argento, alla mela granata al naturale, aperta di rosso, gambuta e fogliata di verde di sei pezzi, posta in sbarra.
Scudo gotico con galero rosso con 15 nappe rosse e croce astile da cardinale arcivescovo.

### Interpretazione
Il leone di san Marco, scelto in onore del santo a cui è dedicata la parrocchia di cui De Donatis è stato titolare fino alla nomina a vescovo, campeggia sul rosso, che è il colore dell'amore e del sangue; accanto, la basilica, simbolo della Chiesa del Vescovo di Roma su sfondo azzurro che rappresenta il distacco dai valori terreni e l'ascesa dell'anima verso Dio. In basso, è presente una melagrana, simbolo della passione di Cristo, su uno sfondo d'argento simbolo della purezza della Vergine Maria a cui il vescovo affida il suo ministero pastorale.

### Motto
Il motto che compare sullo stemma scelto da De Donatis dopo l'ordinazione episcopale è: Nihil caritate dulcius ("Nulla è più dolce dell'amore"), tratte dal De officiis ministrorum di sant'Ambrogio:
(Sant'Ambrogio, De officiis ministrorum)
Sulle parole di questo motto ha composto anche una sua opera letteraria.

### Variazione dello stemma
La basilica in campo azzurro venne inserita sullo stemma in seguito alla nomina ad arcivescovo.

## Genealogia episcopale e successione apostolica
La genealogia episcopale è:
- Cardinale Scipione Rebiba
- Cardinale Giulio Antonio Santori
- Cardinale Girolamo Bernerio, O.P.
- Arcivescovo Galeazzo Sanvitale
- Cardinale Ludovico Ludovisi
- Cardinale Luigi Caetani
- Cardinale Ulderico Carpegna
- Cardinale Paluzzo Paluzzi Altieri degli Albertoni
- Papa Benedetto XIII
- Papa Benedetto XIV
- Papa Clemente XIII
- Cardinale Bernardino Giraud
- Cardinale Alessandro Mattei
- Cardinale Pietro Francesco Galleffi
- Cardinale Giacomo Filippo Fransoni
- Cardinale Carlo Sacconi
- Cardinale Edward Henry Howard
- Cardinale Mariano Rampolla del Tindaro
- Cardinale Antonio Vico
- Arcivescovo Filippo Cortesi
- Arcivescovo Zenobio Lorenzo Guilland
- Vescovo Anunciado Serafini
- Cardinale Antonio Quarracino
- Papa Francesco
- Cardinale Angelo De Donatis

La successione apostolica è:
- Arcivescovo Giacomo Morandi (2017)
- Vescovo Paolo Ricciardi (2018)
- Vescovo Daniele Libanori, S.I. (2018)
- Arcivescovo Gianpiero Palmieri (2018)
- Vescovo Dario Gervasi (2020)
- Cardinale Enrico Feroci (2020)
- Arcivescovo Benoni Ambăruş (2021)
- Vescovo Attilio Nostro (2021)
- Arcivescovo Riccardo Lamba (2022)
- Vescovo Daniele Salera (2022)
- Cardinale Baldassare Reina (2022)
- Arcivescovo Davide Carbonaro, O.M.D. (2024)

## Opere
- Angelo De Donatis, Nulla è più dolce dell'amore, Milano, Paoline editoriale libri, 2016, ISBN 978-8831548205.
- Angelo De Donatis e Marco Frisina, La santità è il volto più bello della Chiesa. Un itinerario alla luce della «Gaudete et Exsultate», Città del Vaticano, Libreria editrice vaticana, 2019, ISBN 978-8826603315.
- (ES) Angelo De Donatis, Christian Henecke, Jens-Martin Kruse e Anna Friso, Amoris Laetitia: ¿y ahora qué?, Editorial Ciudad Nueva, 2022, ISBN 978-8497155410.
- Angelo De Donatis, Ai piedi di Maria. Omelie, Cinisello Balsamo, San Paolo Edizioni, 2024, ISBN 978-8892245761.
- Angelo De Donatis, Moltiplicate la gioia. Meditazioni sul sacerdozio e la vita consacrata, Cinisello Balsamo, San Paolo Edizioni, 2025, ISBN 978-8892248090.

## Onorificenze
- Il 22 febbraio 2019 viene nominato socio onorario del Circolo San Pietro[64].